# Capdevila (les Llosses)
Capdevila és una muntanya de 1.148 metres que es troba al municipi de les Llosses, a la comarca catalana del Ripollès.